# Grupa nitrowa
Grupa nitrowa – grupa funkcyjna związków organicznych o wzorze ogólnym −NO
2, składająca się z jednego atomu azotu i dwóch atomów tlenu przyłączonych do azotu. Związki zawierające grupę nitrową to nitrozwiązki lub związki nitrowe.

## Struktura
Z powodu delokalizacji elektronów tworzących wiązania grupy nitrowej, jej struktury nie można opisać prawidłowo klasycznym wzorem kreskowym. Możliwe jest przedstawienie dwóch struktur granicznych lub struktury uśrednionej:
|  |  |

Grupa NO
2 w związkach nitrowych przyłączona jest do atomu węgla reszty organicznej, w odróżnieniu od estrów azotanowych, w których przyłączona jest do atomu tlenu (R−O−NO
2). Atom azotu grupy nitrowej jest więc na formalnym stopniu utlenienia III, natomiast w estrach azotanowych na V.
Przykłady związków nitrowych:
- nitrometan – CH
3NO
2
- nitrobenzen – PhNO
2
- kwas pikrynowy

Wbrew swoim nazwom, związkami nitrowymi nie są natomiast nitrogliceryna ani nitroceluloza, będące estrami azotanowymi.

## Właściwości chemiczne i zastosowania
Grupę nitrową wprowadza się do związków organicznych w reakcji nitrowania.
Grupa nitrowa posiada jedne z najsilniejszych własności elektrofilowych spośród wszystkich grup występujących w związkach organicznych, gdyż na atomie azotu występuje silny deficyt ładunku ujemnego, wynikający z jego dodatniej polaryzacji względem atomów tlenu i węgla.
Ze względu na to, że w grupie nitrowej występują dwa silnie spolaryzowane wiązania azot-tlen, grupa ta posiada stosunkową wysoką energię własną.
Z kolei silne spolaryzowanie wiązania C−N powoduje stosunkowo niską energię tego wiązania, stąd związki nitrowe dość łatwo odszczepiają cząsteczkę dwutlenku azotu (NO
2) z utworzeniem karboanionu lub rodnika karbonylowego. Zjawisko to jest wykorzystywane w chemii organicznej do generowania karboanionów i rodników karbonylowych in situ. Związki nitrowe wykorzystuje się też powszechnie w reakcjach polimeryzacji jako inicjatory.
Reakcja odszczepienia dwutlenku azotu od związku organicznego może być inicjowana termicznie, świetlnie, poprzez katalizę kwasowo-zasadową oraz poprzez impuls elektryczny. Reakcja ta ma charakter silnie egzotermiczny, co powoduje, że raz zainicjowana biegnie już dalej samorzutnie. Z tego powodu związki nitrowe znajdują zastosowanie jako materiały wybuchowe i materiały pianotwórcze.
Do materiałów tych zalicza się:
- TNT
- kwas pikrynowy

Dwutlenek azotu jest inhibitorem enzymu odpowiedzialnego za kontrolę stężenia adrenaliny. Związki nitrowe zdolne dostarczyć organizmowi duże ilości dwutlenku azotu w krótkim czasie, tzw. nitraty, są stosowane w medycynie jak środek zapobiegający lub zmniejszający dolegliwości dławicowe.